# Eurypylos (Sohn des Euaimon)
Eurypylos (altgriechisch Εὐρύπυλος Eurýpylos) ist in der griechischen Mythologie ein Teilnehmer am Trojanischen Krieg.
Eurypylos, Sohn des Euaimon, war ein thessalischer Heros. Laut Hyginus Mythographus hieß seine Mutter Ops. Der griechische Antiquar Demetrios von Skepsis erwähnt, dass Ormenos Eurypylos’ Großvater väterlicherseits gewesen sei. Ein Scholion zu den Olympien des Pindar gibt eine abweichende Genealogie an, wonach der Vater des Eurypylos nicht Euaimon, sondern Hyperochos geheißen habe; nach derselben Quelle wäre Eurypylos auch Vater des Ormenos gewesen.
Eurypylos gehörte zu den Freiern Helenas. Homers Ilias zufolge kämpfte er während des Trojanischen Kriegs auf Seite der Griechen als Anführer von 40 Schiffen der Thessaler von Ormenion, Asterion, dem Titanosgebirge und der Quelle Hypereia. Auf dem Schlachtfeld zeichnete er sich mehrfach aus und tötete u. a. Hypsenor, Melanthios, Hellos, sowie laut der Kleinen Ilias den Priamos-Sohn Axion. Auch zum Zweikampf mit Hektor erbot er sich. Nachdem er aber Apisaon, den Sohn des Phausios, mit einem Wurfspieß umgebracht hatte, wurde er seinerseits von Paris durch einen Pfeilschuss in die Hüfte verwundet. Er hinkte mühsam aus dem Bereich der Kampfszene fort und traf am Weg ins Lager auf Patroklos. Da die Ärzte des Heeres, Podaleirios und dessen Bruder Machaon, selbst verletzt bzw. noch im Kampfeinsatz waren, versorgte Patroklos selbst Eurypylos’ Wunden.
Später gehörte Eurypylos zu jenen Griechen, die sich im trojanischen Pferd versteckten. Bei Vergil kommt er auch in Sinons Lügenerzählung vor. Laut Pausanias soll er mit einem gleichnamigen Heros von Patrai identisch gewesen sein; er habe also nach dem Ende des Trojanischen Kriegs aus der Kriegsbeute eine heilige Lade mit dem Bildnis des Dionysos Aisymnetes erhalten, bei dessen Anblick er wahnsinnig geworden und, mit seinem Schiff von den Winden nach Patrai verschlagen, wieder von diesem Wahn geheilt worden sei. Nach einer anderen Sagenversion gelangte er hingegen auf der Heimfahrt nach Libyen.